# Tvarožná Lhota
Tvarožná Lhota (Duits: Twaroschna Lhota) is een Tsjechische gemeente in de regio Zuid-Moravië, en maakt deel uit van het district Hodonín.
Tvarožná Lhota telt 899 inwoners (2008).
Archlebov ·
Blatnice pod Svatým Antonínkem ·
Blatnička ·
Bukovany ·
Bzenec ·
Čejč ·
Čejkovice ·
Čeložnice ·
Dambořice ·
Dolní Bojanovice ·
Domanín ·
Dražůvky ·
Dubňany ·
Hodonín ·
Hovorany ·
Hroznová Lhota ·
Hrubá Vrbka ·
Hýsly ·
Javorník ·
Ježov ·
Josefov ·
Karlín ·
Kelčany ·
Kněždub ·
Kostelec ·
Kozojídky ·
Kuželov ·
Kyjov ·
Labuty ·
Lipov ·
Louka ·
Lovčice ·
Lužice ·
Malá Vrbka ·
Mikulčice ·
Milotice ·
Moravany ·
Moravský Písek ·
Mouchnice ·
Mutěnice ·
Násedlovice ·
Nechvalín ·
Nenkovice ·
Nová Lhota ·
Nový Poddvorov ·
Ostrovánky ·
Petrov ·
Prušánky ·
Radějov ·
Ratíškovice ·
Rohatec ·
Skalka ·
Skoronice ·
Sobůlky ·
Starý Poddvorov ·
Stavěšice ·
Strážnice ·
Strážovice ·
Sudoměřice ·
Suchov ·
Svatobořice-Mistřín ·
Syrovín ·
Šardice ·
Tasov ·
Těmice ·
Terezín ·
Tvarožná Lhota ·
Uhřice ·
Vacenovice ·
Velká nad Veličkou ·
Veselí nad Moravou ·
Věteřov ·
Vlkoš ·
Vnorovy ·
Vracov ·
Vřesovice ·
Žádovice ·
Žarošice ·
Ždánice ·
Želetice ·
Žeravice ·
Žeraviny